# Danh sách xã thuộc tỉnh Bến Tre
Tính đến ngày 1 tháng 12 năm 2024, tỉnh Bến Tre có 148 đơn vị hành chính cấp xã, trong đó có 132 xã.
Dưới đây là danh các xã thuộc tỉnh Bến Tre hiện nay.
| Xã                 | Trực thuộc        | Diện tích (km²) | Dân số (người) | Mật độ dân số (người/km²) | Thành lập |
| ------------------ | ----------------- | --------------- | -------------- | ------------------------- | --------- |
| An Bình Tây        | Huyện Ba Tri      |                 |                |                           |           |
| An Điền            | Huyện Thạnh Phú   |                 |                |                           |           |
| An Định            | Huyện Mỏ Cày Nam  |                 |                |                           |           |
| An Đức             | Huyện Ba Tri      |                 |                |                           |           |
| An Hiệp            | Huyện Ba Tri      |                 |                |                           |           |
| An Hòa Tây         | Huyện Ba Tri      |                 |                |                           |           |
| An Ngãi Tây        | Huyện Ba Tri      |                 |                |                           |           |
| An Ngãi Trung      | Huyện Ba Tri      |                 |                |                           |           |
| An Nhơn            | Huyện Thạnh Phú   |                 |                |                           |           |
| An Phú Trung       | Huyện Ba Tri      |                 |                |                           |           |
| An Phước           | Huyện Châu Thành  |                 |                |                           |           |
| An Quy             | Huyện Thạnh Phú   |                 |                |                           |           |
| An Thạnh           | Huyện Mỏ Cày Nam  |                 |                |                           |           |
| An Thạnh           | Huyện Thạnh Phú   |                 |                |                           |           |
| An Thới            | Huyện Mỏ Cày Nam  |                 |                |                           |           |
| An Thuận           | Huyện Thạnh Phú   |                 |                |                           |           |
| Bảo Thạnh          | Huyện Ba Tri      |                 |                |                           |           |
| Bảo Thuận          | Huyện Ba Tri      |                 |                |                           |           |
| Bình Hòa           | Huyện Giồng Trôm  |                 |                |                           |           |
| Bình Khánh         | Huyện Mỏ Cày Nam  |                 |                |                           |           |
| Bình Phú           | Thành phố Bến Tre | 9,73            |                |                           |           |
| Bình Thành         | Huyện Giồng Trôm  |                 |                |                           |           |
| Bình Thạnh         | Huyện Thạnh Phú   |                 |                |                           |           |
| Bình Thắng         | Huyện Bình Đại    |                 |                |                           |           |
| Bình Thới          | Huyện Bình Đại    |                 |                |                           |           |
| Cẩm Sơn            | Huyện Mỏ Cày Nam  |                 |                |                           |           |
| Châu Bình          | Huyện Giồng Trôm  |                 |                |                           |           |
| Châu Hòa           | Huyện Giồng Trôm  |                 |                |                           |           |
| Châu Hưng          | Huyện Bình Đại    |                 |                |                           |           |
| Đa Phước Hội       | Huyện Mỏ Cày Nam  |                 |                |                           |           |
| Đại Điền           | Huyện Thạnh Phú   |                 |                |                           |           |
| Đại Hòa Lộc        | Huyện Bình Đại    |                 |                |                           |           |
| Định Thủy          | Huyện Mỏ Cày Nam  |                 |                |                           |           |
| Định Trung         | Huyện Bình Đại    |                 |                |                           |           |
| Giao Long          | Huyện Châu Thành  |                 |                |                           |           |
| Giao Thạnh         | Huyện Thạnh Phú   |                 |                |                           |           |
| Hòa Lộc            | Huyện Mỏ Cày Bắc  |                 |                |                           |           |
| Hòa Lợi            | Huyện Thạnh Phú   |                 |                |                           |           |
| Hòa Nghĩa          | Huyện Chợ Lách    |                 |                |                           |           |
| Hưng Khánh Trung A | Huyện Mỏ Cày Bắc  |                 |                |                           |           |
| Hưng Khánh Trung B | Huyện Chợ Lách    |                 |                |                           |           |
| Hưng Lễ            | Huyện Giồng Trôm  |                 |                |                           |           |
| Hưng Nhượng        | Huyện Giồng Trôm  |                 |                |                           |           |
| Hưng Phong         | Huyện Giồng Trôm  |                 |                |                           |           |
| Hương Mỹ           | Huyện Mỏ Cày Nam  |                 |                |                           |           |
| Hữu Định           | Huyện Châu Thành  |                 |                |                           |           |
| Khánh Thạnh Tân    | Huyện Mỏ Cày Bắc  |                 |                |                           |           |
| Long Định          | Huyện Bình Đại    |                 |                |                           |           |
| Long Hòa           | Huyện Bình Đại    |                 |                |                           |           |
| Long Mỹ            | Huyện Giồng Trôm  |                 |                |                           |           |
| Long Thới          | Huyện Chợ Lách    |                 |                |                           |           |
| Lộc Thuận          | Huyện Bình Đại    |                 |                |                           |           |
| Lương Hòa          | Huyện Giồng Trôm  |                 |                |                           |           |
| Lương Phú          | Huyện Giồng Trôm  |                 |                |                           |           |
| Lương Quới         | Huyện Giồng Trôm  |                 |                |                           |           |
| Minh Đức           | Huyện Mỏ Cày Nam  |                 |                |                           |           |
| Mỹ An              | Huyện Thạnh Phú   |                 |                |                           |           |
| Mỹ Chánh           | Huyện Ba Tri      |                 |                |                           |           |
| Mỹ Hòa             | Huyện Ba Tri      |                 |                |                           |           |
| Mỹ Hưng            | Huyện Thạnh Phú   |                 |                |                           |           |
| Mỹ Nhơn            | Huyện Ba Tri      |                 |                |                           |           |
| Mỹ Thạnh           | Huyện Ba Tri      |                 |                |                           |           |
| Mỹ Thạnh           | Huyện Giồng Trôm  |                 |                |                           |           |
| Mỹ Thạnh An        | Thành phố Bến Tre | 10,29           |                |                           |           |
| Ngãi Đăng          | Huyện Mỏ Cày Nam  |                 |                |                           |           |
| Nhơn Thạnh         | Thành phố Bến Tre | 9,31            |                |                           |           |
| Nhuận Phú Tân      | Huyện Mỏ Cày Bắc  |                 |                |                           |           |
| Phong Nẫm          | Huyện Giồng Trôm  |                 |                |                           |           |
| Phú Đức            | Huyện Châu Thành  |                 |                |                           |           |
| Phú Hưng           | Thành phố Bến Tre | 10,12           |                |                           |           |
| Phú Khánh          | Huyện Thạnh Phú   |                 |                |                           |           |
| Phú Lễ             | Huyện Ba Tri      |                 |                |                           |           |
| Phú Long           | Huyện Bình Đại    |                 |                |                           |           |
| Phú Mỹ             | Huyện Mỏ Cày Bắc  |                 |                |                           |           |
| Phú Phụng          | Huyện Chợ Lách    |                 |                |                           |           |
| Phú Sơn            | Huyện Chợ Lách    |                 |                |                           |           |
| Phú Thuận          | Huyện Bình Đại    |                 |                |                           |           |
| Phú Thuận          | Thành phố Bến Tre | 5,07            |                |                           |           |
| Phú Túc            | Huyện Châu Thành  |                 |                |                           |           |
| Phước Hiệp         | Huyện Mỏ Cày Nam  |                 |                |                           |           |
| Phước Long         | Huyện Giồng Trôm  |                 |                |                           |           |
| Phước Ngãi         | Huyện Ba Tri      |                 |                |                           |           |
| Phước Thạnh        | Huyện Châu Thành  |                 |                |                           |           |
| Quới Điền          | Huyện Thạnh Phú   |                 |                |                           |           |
| Quới Sơn           | Huyện Châu Thành  |                 |                |                           |           |
| Quới Thành         | Huyện Châu Thành  |                 |                |                           |           |
| Sơn Định           | Huyện Chợ Lách    |                 |                |                           |           |
| Sơn Đông           | Thành phố Bến Tre | 10,78           |                |                           |           |
| Sơn Phú            | Huyện Giồng Trôm  |                 |                |                           |           |
| Tam Hiệp           | Huyện Bình Đại    |                 |                |                           |           |
| Tam Phước          | Huyện Châu Thành  |                 |                |                           |           |
| Tân Bình           | Huyện Mỏ Cày Bắc  |                 |                |                           |           |
| Tân Hào            | Huyện Giồng Trôm  |                 |                |                           |           |
| Tân Hội            | Huyện Mỏ Cày Nam  |                 |                |                           |           |
| Tân Hưng           | Huyện Ba Tri      |                 |                |                           |           |
| Tân Lợi Thạnh      | Huyện Giồng Trôm  |                 |                |                           |           |
| Tân Phong          | Huyện Thạnh Phú   |                 |                |                           |           |
| Tân Phú            | Huyện Châu Thành  |                 |                |                           |           |
| Tân Phú Tây        | Huyện Mỏ Cày Bắc  |                 |                |                           |           |
| Tân Thạch          | Huyện Châu Thành  |                 |                |                           |           |
| Tân Thanh          | Huyện Giồng Trôm  |                 |                |                           |           |
| Tân Thành Bình     | Huyện Mỏ Cày Bắc  |                 |                |                           |           |
| Tân Thanh Tây      | Huyện Mỏ Cày Bắc  |                 |                |                           |           |
| Tân Thiềng         | Huyện Chợ Lách    |                 |                |                           |           |
| Tân Thủy           | Huyện Ba Tri      |                 |                |                           |           |
| Tân Trung          | Huyện Mỏ Cày Nam  |                 |                |                           |           |
| Tân Xuân           | Huyện Ba Tri      |                 |                |                           |           |
| Thành An           | Huyện Mỏ Cày Bắc  |                 |                |                           |           |
| Thạnh Hải          | Huyện Thạnh Phú   |                 |                |                           |           |
| Thạnh Ngãi         | Huyện Mỏ Cày Bắc  |                 |                |                           |           |
| Thạnh Phong        | Huyện Thạnh Phú   |                 |                |                           |           |
| Thạnh Phú Đông     | Huyện Giồng Trôm  |                 |                |                           |           |
| Thạnh Phước        | Huyện Bình Đại    |                 |                |                           |           |
| Thanh Tân          | Huyện Mỏ Cày Bắc  |                 |                |                           |           |
| Thành Thới A       | Huyện Mỏ Cày Nam  |                 |                |                           |           |
| Thành Thới B       | Huyện Mỏ Cày Nam  |                 |                |                           |           |
| Thạnh Trị          | Huyện Bình Đại    |                 |                |                           |           |
| Thành Triệu        | Huyện Châu Thành  |                 |                |                           |           |
| Thới Lai           | Huyện Bình Đại    |                 |                |                           |           |
| Thới Thạnh         | Huyện Thạnh Phú   |                 |                |                           |           |
| Thới Thuận         | Huyện Bình Đại    |                 |                |                           |           |
| Thuận Điền         | Huyện Giồng Trôm  |                 |                |                           |           |
| Thừa Đức           | Huyện Bình Đại    |                 |                |                           |           |
| Tiên Long          | Huyện Châu Thành  |                 |                |                           |           |
| Tường Đa           | Huyện Châu Thành  |                 |                |                           |           |
| Vang Quới Đông     | Huyện Bình Đại    |                 |                |                           |           |
| Vang Quới Tây      | Huyện Bình Đại    |                 |                |                           |           |
| Vĩnh An            | Huyện Ba Tri      |                 |                |                           |           |
| Vĩnh Bình          | Huyện Chợ Lách    |                 |                |                           |           |
| Vĩnh Hòa           | Huyện Ba Tri      |                 |                |                           |           |
| Vĩnh Hòa           | Huyện Chợ Lách    |                 |                |                           |           |
| Vĩnh Thành         | Huyện Chợ Lách    |                 |                |                           |           |